# ميخائيل باركس
ميخائيل باركس (بالإنجليزية: Michael Parkes)‏ هو رسام أمريكي، ولد في 1944 في سيكستون في الولايات المتحدة.

## وصلات خارجية
- الموقع الرسمي